# Zatoka potyliczna

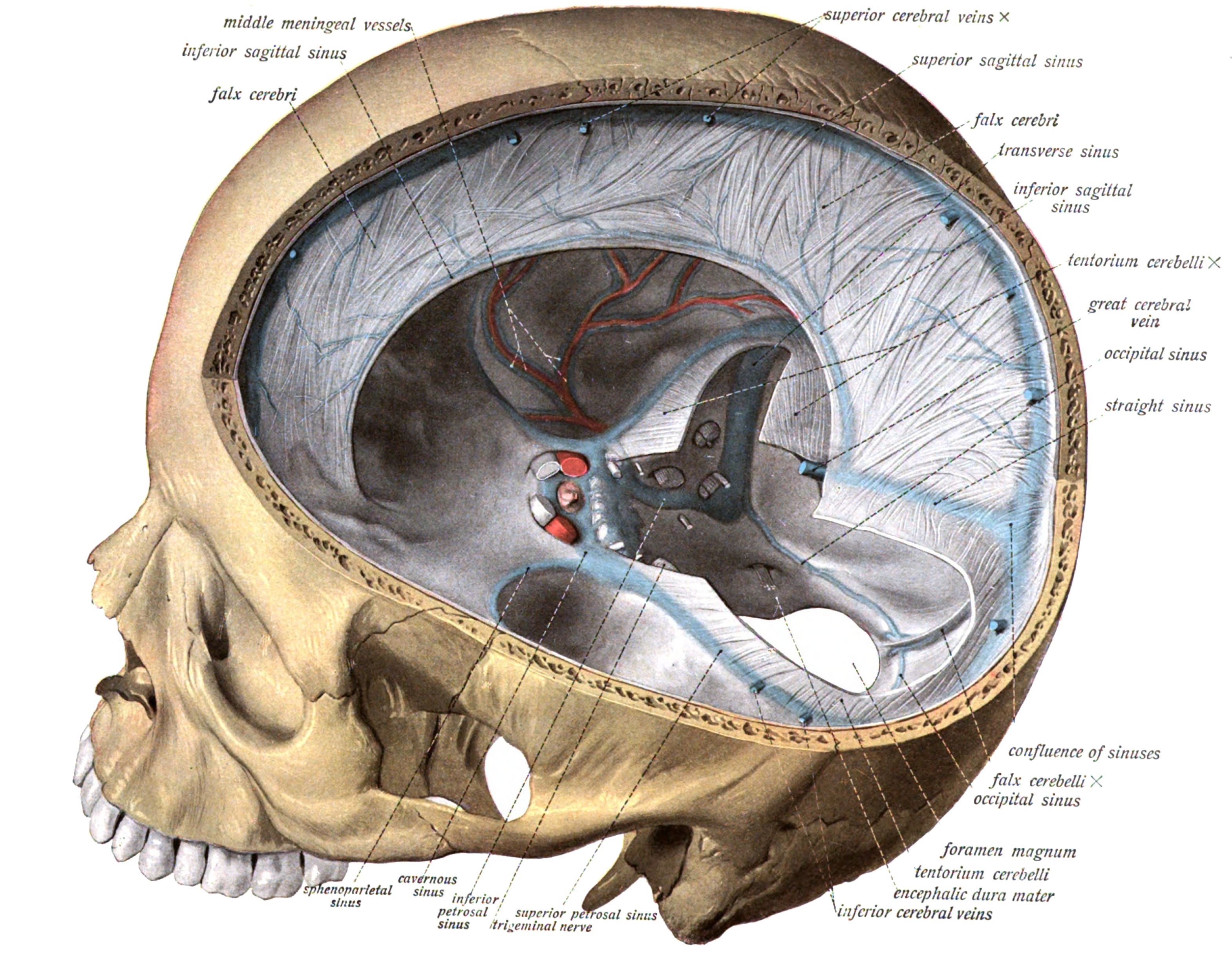
Zatoki opony twardej. Zatoka potyliczna podpisana occipital sinus.

Zatoka potyliczna (łac. sinus occipitalis) – w anatomii człowieka zatoka opony twardej mózgowia, należąca do grupy górnej (tylno-górnej) zatok, najmniejsza z zatok tej grupy. Może występować pojedynczo lub być parzysta. Przebiega od spływu zatok w dół w stronę otworu wielkiego, wzdłuż grzebienia potylicznego wewnętrznego w brzegu sierpa mózgu. Dzieli się na dwie zatoki brzeżne, otaczające otwór wielki i wpadające do opuszki górnej żyły szyjnej wewnętrznej lub do zatoki esowatej. Za pośrednictwem zatok brzeżnych wytwarza połączenia ze splotami żylnymi kręgowymi wewnętrznymi i splotem podstawnym. 